# Dubawnt River
Dubawnt River är ett vattendrag i Kanada.   Det ligger i Northwest Territories och Nunavut, i den centrala delen av landet, 2 600 km nordväst om huvudstaden Ottawa.
Trakten runt Dubawnt River består i huvudsak av gräsmarker. Trakten runt Dubawnt River är nära nog obefolkad, med mindre än två invånare per kvadratkilometer.